# Vriesea regina
Vriesea regina är en gräsväxtart som först beskrevs av Vell., och fick sitt nu gällande namn av Johann Georg Beer. Vriesea regina ingår i släktet Vriesea och familjen Bromeliaceae. Inga underarter finns listade i Catalogue of Life.